# Escut d'Eslovènia
L'escut d'Eslovènia és d'atzur vorejat per una filiera de gules blaves excepte a la vora superior, carregat d'una muntanya estilitzada d'argent que representa el Triglav, la muntanya més alta del país, el qual alhora està carregat al peu de dues faixes ondades d'atzur que representen la mar Adriàtica i els rius eslovens; al cap de l'escut hi ha tres estrelles de sis puntes d'or posades en triangle, provinents de les armories de la casa comtal de Celje, governant als segles xiv i xv.
És obra de l'artista eslovè Marko Pogačnik i fou adoptat per l'Assemblea Nacional el 24 de juny de 1991.
L'escut apareix a la bandera estatal, al cantó superior esquerre.

## Escut anterior

Escut de la República Socialista d'Eslovènia (1963-1991)

Les ones i el Triglav ja apareixien a l'escut de la República Socialista d'Eslovènia, una de les sis constituents de la desapareguda República Federal Socialista de Iugoslàvia. L'escut anterior era arrodonit, emmarcat per unes espigues de blat ornades amb fulles de tell i amb una estrella roja al capdamunt.